# Graboszyce

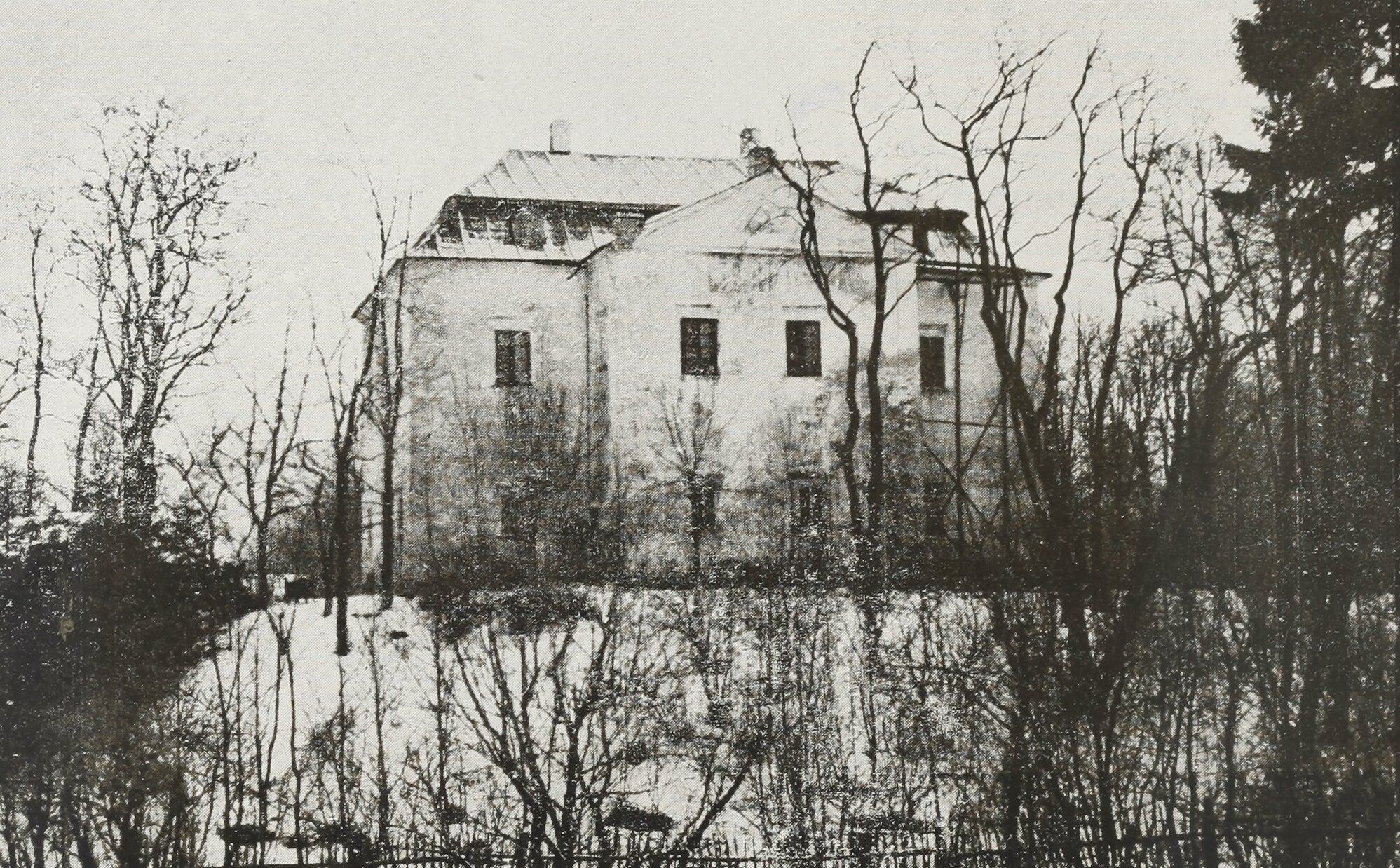
Dwór przed 1930

Graboszyce – wieś w Polsce, położona w województwie małopolskim, w powiecie oświęcimskim, w gminie Zator.
W latach 1975–1998 wieś administracyjnie należała do województwa bielskiego.

## Nazwa
Nazwę miejscowości w zlatynizowanej staropolskiej formie Grabischicze villa wymienia w latach 1470–1480 Jan Długosz w księdze Liber beneficiorum dioecesis Cracoviensis.

## Historia
Graboszyce są miejscowością wzmiankowaną w 1253 r. (Gradissicze) jako o własności klasztoru Benedyktynek ze Staniątek i darowiźnie fundatora tegoż klasztoru Klemensa Jaksy herbu Gryf. W 1326 r. we wsi stał kościół parafialny. Przed 1402 r. wzmiankuje się o Świętosławie z Graboszyc. Kolejni dziedzice z Graboszyc poświadczają pośrednio istnienie w tym majątku jakiegoś dworu czy też niewielkiego zamku. W XIX w. napisano: był tu zamek warowny, dziś na dwór przerobiony, miał bardzo obszerne lochy podziemne. W latach 1440–1452 w zapiskach występuje Konrad z Graboszyc. W 1447 r. wzmiankuje się o Janie Węgrzynie, włodarzu z Graboszyc. W tymże roku wspomniano Mikołaja Gamrata zwanego Grabeszky. W 1465 r. Graboszyce należały do Jana Strzesza, piszącego się „z Radoczy”. W 1469 r. wzmiankuje się o Katarzynie z Graboszyc. W latach 1470–1480 Graboszyce należały do Jana Strzesza herbu Kiczka (był on sędzią zatorskim) i Jana Rudzkiego herbu Pilawa. Z 1476 r. mamy zapiskę, w której figurują: Zofia Konradowa z Graboszyc, jej syn Mikołaj, a także zięć Matys i córka Marusia oraz ich dzieci. Przez długi czas Graboszyce należały do rodziny Brandysów przybyłej z Czech. Pod koniec wieku XV i z pocz. XVI pojawia się wzmianka o Klemensie Brandysie z Graboszyc (także z Radoczy i Brzezinki) herbu Radwan, w latach 1484–1486 krajczym królowej Elżbiety, w 1487 r. rzekomym krajczym królewskim, zaś w latach 1492–1494 starostą chęcińskim, a w 1505 r. sędzim zatorskim. W latach 1518–1556 właścicielem Graboszyc był Aleksander (Aleksy) Brandys, podstarości zatorski i oświęcimski. Około 1565 r. Graboszyce należały do Dziwisza (Dionizego) Brandysa, dworzanina i sekretarza królewskiego. W latach 1570–1580 wzniósł on (czy też raczej rozbudował i przebudował) dwór, który można identyfikować z dzisiejszym dworem. Ostatni z Brandysów dziedzic na Graboszycach, Piotr, syn Dziwisza, pisarz oświęcimski, sprzedał je w 1626 r., Cichockim z Wojsławic. W 1700 r. wieś, w której był „zamek murowany”, należała do Jana z Zakrzewa Zakrzewskiego, wojskiego i sędziego grodzkiego oświęcimskiego.
W latach 1470–1480 Jan Długosz w księdze Liber beneficiorum dioecesis Cracoviensis jako właściciela miejscowości podaje Jana Rudzkiego herbu Pilawa.
20 lipca 2011 przechodząca przez Graboszyce potężna nawałnica wyrządziła dużo szkód, zrywając dachy, przewracając drzewa i niszcząc wiele budynków mieszkalnych.

## Geografia
Leży na skraju Pogórza Śląskiego, na lewej, wysokiej terasie doliny Skawy, na Wysoczyźnie Osieckiej, w pobliżu południowo-wschodniego krańca Kotliny Oświęcimskiej, w widłach Skawy i uchodzącej do niej z lewego (zachodniego) brzegu Wieprzówki. Część wsi w rejonie Czarczy, przysiółka Grodziska, znajduje się na prawym (wschodnim) brzegu Skawy i graniczy z Bachowicami oraz Grodziskiem. Wieś odległa jest ok. 6 km od Zatora w kierunku Wadowic.
Do wsi należą przysiółki Czarcza i Myto.

## Integralne części wsi
| SIMC    | Nazwa     | Rodzaj     |
| ------- | --------- | ---------- |
| 0076687 | Czarcza   | przysiółek |
| 0076664 | Łysa Góra | część wsi  |
| 0076693 | Myto      | przysiółek |
| 0076670 | Pod Górą  | część wsi  |

## Zabytki
Obiekty wpisane do rejestru zabytków nieruchomych województwa małopolskiego.
- Zespół dworski.
Dwór z około 1570–1580 roku, gotycko-renesansowy wzniesiony przez Dziwisza (Dionizego) Brandysa, dworzanina i sekretarza królewskiego. Wcześniej pod koniec XV w. lub w pierwszej połowie XVI w., z inicjatywy Klemensa Brandysa, wzniesiono na prostokątnym rzucie mury obwodowe dzisiejszych piwnic. W 1626 roku pisarz oświęcimski Piotr, syn Dziwisza, sprzedał majątek Cichockim z Wojsławic. W XVIII wieku dwór należał do rodziny Russockich i Tomasz Russocki dokonał barokowej przebudowy dworu. Z czasów tej przebudowy pochodzi m.in. barokowe zwieńczenie ryzalitu frontowego Zmieniono wówczas także dach na budowli na dach łamany, burząc przy okazji attykę krenlażową. W latach 1835–1840 kolejni właściciele dworu, Stanisław i Henrietta Sołtykowie wprowadzili do jego architektury elementy romantyczne. Z tego czasu pochodzi neoklasycystyczny szczyt ryzalitu zachodniego oraz romantyczno-klasycystyczny mostek nad fosą, ozdobiony niezachowanymi wazami. Zbudowano też wtedy klatkę schodową. Od 1864 roku do 1945 roku właścicielami majątku w Graboszycach była rodzina Chrząszczów. Po zakończeniu działań wojennych i wywłaszczeniu ostatnich właścicieli w dworze mieścił się między innymi magazyn. W 1952 roku, podczas renowacji, zmieniono dach łamany dworu na dach czterospadowy. We wnętrzu ślady polichromii. Dwór w 2014 roku od Andrzej Najduchowskiego kupił Franciszek Fryc. W 2017 roku dwór został wyremontowany. Dwór jest otoczony z trzech stron fosą, a z czwartej stawem. W pobliżu park ze starym pomnikowym starodrzewem. Kamieniarka na elewacjach pochodzi z końca XVI wieku.
- Kościół pw. św. Andrzeja, otoczenie, drzewostan.
Drewniany kościółek parafialny z XVI wieku w stylu śląsko-małopolskim. Kościół składa się z nawy, węższego od niej zamkniętego ścianą prostą prezbiterium, oraz wieży. Wnętrze nakrywają stropy. Po jego bokach umieszczone są wizerunki Matki Bolesnej oraz Ecce Homo, a na rewersach św. Piotr i św. Andrzej z gotyckiego tryptyku z XVI w. W górnej kondygnacji jest obraz św. Andrzeja z XIX w., oraz po bokach św. Wojciech i św. Stanisław. Całość wieńczy Oko Opatrzności w promienistej glorii[9].

## Osoby związane z miejscowością
- Edward Grzywa – polski chemik